# Bill Drummond

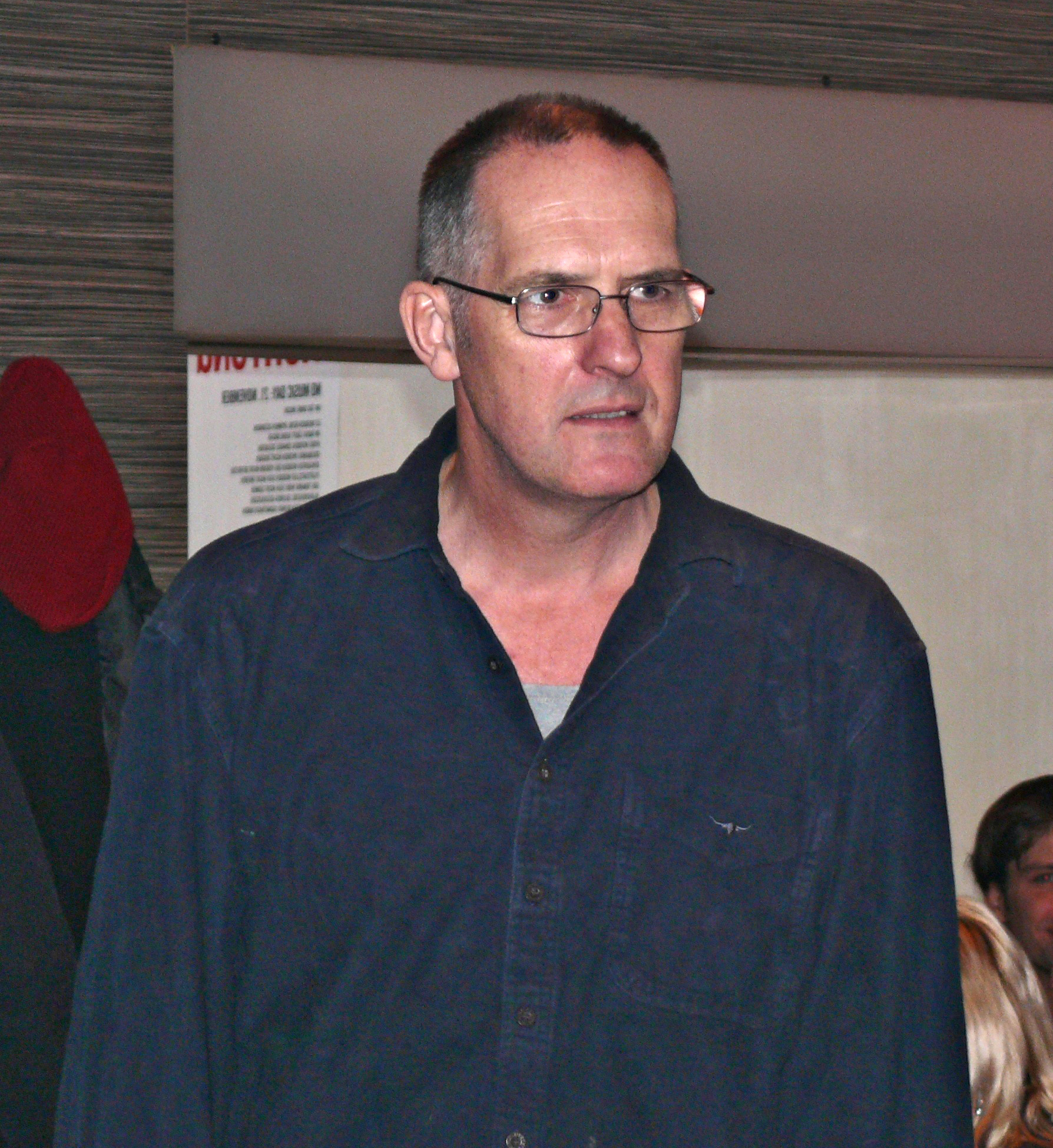
Bill Drummond

Bill Drummond es un guitarrista y músico de diversas bandas, y artista. Nació en Butterworth, Sudáfrica, el 29 de abril de 1953, siendo el hijo de un humilde predicador de la Iglesia de Escocia. Al tener 18 meses, su familia se va a vivir a Escocia, así que pasa la posterior parte de sus primeros años en Newton Stewart. 
Estudió en una escuela de arte en Liverpool. Allí se vio inmerso en el escenario musical punk, conociendo a Dave Allen y Kevin Ward para formar la banda Big In Japan; aprovechando la oportunidad, funda el sello Zoo Records al lado de su también compañero de grupo Dave Balfe y adopta el trabajo de productor. En 1978 se separa y forma con Balfe la banda Lori And The Chameleons, la cual lanza sólo dos sencillos. Por esos años se convierte también en mánager de The Teardrop Explodes.                                         
Más tarde formará KLF.                                         